# 金士翱
金士翱（1923年10月—2023年1月5日），男，安徽滁县人，中国麻醉学家，华中科技大学同济医学院附属同济医院麻醉科主任医师，教授，博士生导师。